# Sárkánylyuk-barlang
A Sárkánylyuk-barlang Magyarország megkülönböztetetten védett barlangjai között van. A Duna–Ipoly Nemzeti Parkban lévő Naszályon található. Régóta ismert és régóta nem működő forrásbarlang.

## Leírás
Kosd külterületén, a Naszály hegyen található a barlang. Az Országos Kéktúra Naszály gerincén haladó és kék sávval jelzett turistjától D-re kb. 20 m-re helyezkedik el a bejárata. A kék sávval jelzett turistaútról leágazó és Násznép-barlanghoz vezető ösvénytől ellentétes irányban induló, jelzetlen ösvényen lehet eljutni hozzá. Bejárata szálkőkibúvásos 1–1,5 m mély beszakadásból nyílik.
Egy 3–4 m mély és lefelé táguló aknával kezdődik, amelybe könnyen le lehet mászni. Az akna alján törmelékkupac látható. Itt megfigyelhető, hogy a bejárati nyíláson behullott törmelék egy nagy üreget töltött fel. É felé indulva a lejtős járat alacsony lesz, majd végül járhatatlanná szűkül és törmelékkel kitöltve ér véget. A másik irányba először le kell hajolni, majd egy lépéssel később fel lehet egyenesedni egy felszín felé szakadozó kürtő alatt.
Innen négykézlábra ereszkedve az egyre lejtősebbé váló járatban két nagy leszakadt kőtömbön átmászva elágazás következik, ahol jobbra egy lejtős kis szűk lyukon egy nagyon omladékos oldaljáratba lehet jutni. Itt a kőtömbök közül gyenge légáramlás észlelhető. Ezen a helyen bontásnyomok fedezhetők fel. A bal oldali ágba bemászva a mindent elborító törmeléken négykézláb haladva két szép gömbfülke alatt vezet az út. Legvégül balra felfelé még egy gömbfülkébe lehet bemenni, amely enyhén vörösagyagos. Ugyanitt jobbra lefelé indul egy járhatatlanná szűkülő járat.
A Násznép-barlangnál idősebb a feljebb nyíló barlang, amely régi forrásjárat. Jelenleg annyira közel van a felszínhez, hogy felszakadt, többi része pedig nagyon feltöltődött törmelékkel. Ez a környéken lévő barlangokkal való feltételezett genetikai analógia alapján jelenthető ki.
1995-ben volt először Sárkánylyuk-barlangnak nevezve a barlang az irodalmában. Előfordul a barlang az irodalmában Nagyszáli felszakadt-barlang (Kárpát 1989), Nagyszáli felszakadt barlang (Bertalan 1976), Násznép-barlang feletti víznyelő kürtő (Kordos 1984), Násznép bg. feletti viznyelő kürtő (Bertalan 1976), Róka-lyuk (Bertalan, Schőnviszky 1976), Rókalyuk (Leél-Őssy 1952), Sárkányluk (Leél-Őssy 1952), Sárkány-lyuk (Kadić 1943) és Sárkánylyuk (Leél-Őssy 1952) neveken is.

## Kutatástörténet
Az 1943. évi Barlangvilágban meg van említve, hogy Kerekes József 1942-ben végzett morfológiai vizsgálatokat a Naszály hegyen lévő Sárkány-lyukban. Az 1952. évi Földrajzi Értesítő 1. füzetében lévő tanulmány szerint a Naszály hegy fennsíkján van a Sárkányluk, amely egy kicsi, kb. 10 m mély víznyelő. A következő füzetben megjelent dolgozatban az van írva, hogy a Naszály hegy fennsíkjának közvetlenül az É-i peremén van egy kis dolina, amelynek fenekén működő víznyelő keletkezett. A víznyelő egy 40–50°-os lejtésű és kb. 10 m hosszú kis barlangot alakított ki. A Barcza-Thirring-féle útikalauz valószínűleg ezt nevezi tévesen Sárkánylyuknak, illetve Rókalyuknak. A víznyelőbe D-ről egy száraz és kb. 30 m hosszú búvópatakmeder torkollik.
A víznyelő és a mellette fekvő kis dolinák bizonyos mértékben rejtett karsztos jelenségeknek is számítanak, mert itt már a dachsteini mészkő felszínét vékony hárshegyi homokkőtakaró fedi. A Sárkánylyuk nevű barlangban aragonitos lerakódás figyelhető meg. A barlang tektonikus hasadékban jött létre. Mély aknája valószínűleg nem igazi felszakadt zsomboly, hanem régi hévforráskürtő. Erre utal az a tény, hogy a kürtő alatt nincs törmelékkúp. Van azonban a barlangokban néhány valódinak tűnő felszakadt zsomboly, valamint vakkürtő is, pl. a Násznép-barlang eltömődött zsombolya.
A Zsömlye-barlangtól kissé K-re egy kb. 15 m hosszú, magas és keskeny hasadékbarlang található, amelynek mennyezetéről egy kb. 12 m magas, függőleges zsombolyszerű kürtő nyílik a felszínre és felülről nézve mély aknának tűnik (Sárkánylyuk). Az 1957. évi Hidrológiai Közlönyben az olvasható, hogy a Naszály hegyen két zsomboly van, amelyek az ÉK-i barlangcentrum feletti síkságon találhatók. A nagyobbiknak Sárkánylyuk a neve és 6 m mély. Leél-Őssy Sándor a Háromlyuk barlangot tévesen Sárkánylyuknak nevezi. A tanulmányban van egy ábra, amelyen a Naszály hegy barlangjainak elhelyezkedése figyelhető meg. A rajzon jelölve van a Sárkánylyuk helye.
Az 1961. évi Karszt- és Barlangkutatóban meg van említve, hogy a Móricz Zsigmond Gimnázium barlangkutató csoportja 1961 nyarán elvégezte a Naszályon lévő Sárkánylyuk nevű barlang újrafeltárását. Az 1964-ben napvilágot látott, Az országos kék-túra útvonala mentén című könyvben az van írva, hogy a Násznép-barlanghoz közel található a kis Sárkány-lyuk. Az 1976-ban kiadott, Bertalan Károly és Schőnviszky László által összeállított Magyar barlangtani bibliográfia barlangnévmutatójában meg van említve a Cserhát hegységben, a Naszályon lévő barlang Sárkány-lyuk néven Róka-lyuk névváltozattal. A barlangnévmutatóban fel van sorolva 4 irodalmi mű, amelyek foglalkoznak a barlanggal.
Az 1976-ban befejezett, Magyarország barlangleltára című kézirat szerint a Sárkánylyuk további nevei Nagyszáli felszakadt barlang és Násznép bg feletti viznyelő kürtő. A Cserhát hegységben, a Naszályon, Kosdon, a Naszály csúcsától kb. 1250 m-re, az 528 m-es magassági ponttól D-re, a Násznép-barlang feletti fennsíkon helyezkedik el. Kb. 1,5 m átmérőjű bejárati kürtője, amely kis dolina alján, a turistaúttól D-re kb. 20 m-re van. A barlang 10 m hosszú, 6 m mély és 1–2,5 m magas. A kézirat barlangra vonatkozó része 2 irodalmi mű alapján lett írva.
Az 1984-ben megjelent, Magyarország barlangjai című könyv országos barlanglistájában szerepel a Naszályi-rögben lévő barlang Sárkány-lyuk néven Nagyszáli felszakadt barlang és Násznép-barlang feletti víznyelő kürtő névváltozatokkal. A listához kapcsolódóan látható a Dunazug-hegység barlangjainak földrajzi elhelyezkedését bemutató 1:500 000-es méretarányú térképen a barlang földrajzi elhelyezkedése. Balázs László, Nagy Veronika és Nyerges Miklós 1989-ben felmérték a barlangot, majd Nyerges Miklós a felmérés adatainak felhasználásával, 1989 márciusában megszerkesztette a Sárkány-lyuk (Nagyszáli felszakadt-barlang) alaprajz térképét és hossz-szelvény térképét. A térképek 1:100 méretarányban mutatják be a barlangot. Az Acheron Barlangkutató Szakosztály 1989. évi jelentésében az olvasható, hogy a Naszály hegy történetében klasszikusnak számít a Sárkánylyuk, amely sokat és tévesen emlegetett, régóta ismert barlang. A jelentésbe bekerültek a barlang 1989-ben rajzolt térképei.
A Naszály Barlangkutató Csoport 1995-ben, tájékozódó jellegű feltáró bontást végzett a Sárkánylyuk-barlang bejárati termének D-i és Ny-i részeiben. A csoport tagjai kb. 2,5 m³ kibontott követ gyűjtöttek össze a bejárati terem félreeső részében. Nem történt jelentős előrejutás. A barlang agyagos alját a kőtörmelék alatt 2 m mélységben érték el. A Duna–Ipoly Nemzeti Park Igazgatóság működési területén, a Naszályi-rögben elhelyezkedő és 5221/4 kataszteri számú Sárkánylyuk-barlang, 2006. február 28-tól, a környezetvédelmi és vízügyi miniszter 8/2006. KvVM utasítása szerint, megkülönböztetett védelmet igénylő barlang. A Duna–Ipoly Nemzeti Park Igazgatóság működési területén lévő és 5221-4 kataszteri számú Sárkánylyuk-barlang, 2012. február 25-től, a vidékfejlesztési miniszter 4/2012. (II. 24.) VM utasítása szerint, megkülönböztetetten védett barlang.

## További irodalom
- Barcza Imre – Thirring Gusztáv: Budapest Duna-balparti környéke. Budapest, 1923. ?. old.
- Kostyán Károly: A váci Naszál. Doktori értekezés. Budapest, 1935.
- Magaziner Pál: A Börzsönyi hegység részletes kalauza. Budapest, 1931. 43., 67., 79., 91., 97. old.
- Polgárdy Géza: Cserhát hegység kalauza. Budapest, 1943. 80 old. (Magyarországi útikalauzok 7.)